# Winkelcentrum Oranjerie
Winkelcentrum Oranjerie is een overdekt winkelcentrum in het centrum van de stad Apeldoorn.
In het winkelcentrum bevinden zich ruim 60 winkels en horeca, verdeeld over twee niveaus. Het winkelcentrum is geopend in 1994.
Het winkelcentrum beschikt over ruim vijfhonderd parkeerplaatsen in de onderliggende Q-park parkeergarage.

## Uitbreiding en renovatie
Toenmalige eigenaar Elizen Vastgoed kondigde in 2014 aan om 10 miljoen euro te gaan investeren in het winkelcentrum maar verkocht het in 2016 aan het Britse Standard Life Investments. De nieuwe eigenaar zette een grondige renovatie en uitbreiding in gang. Deze staat onder supervisie van de Londense architect Dunnet Craven, en startte in het laatste kwartaal van 2017.